# Aptostichus stanfordianus
Aptostichus stanfordianus es una especie de araña migalomorfa del género Aptostichus, familia Euctenizidae. Fue descrita científicamente por Smith en 1908.
Habita en los Estados Unidos.